# آرنو-گیلم
آرنو-گیلم (به فرانسوی: Arnaud-Guilhem) یک کمون در فرانسه است که در canton of Saint-Martory واقع شده‌است. آرنو-گیلم ۷٫۷۰ کیلومتر مربع مساحت دارد ۴۳۳ متر بالاتر از سطح دریا واقع شده‌است.